# 温德米尔支线
温德米尔支线（英語：Windermere branch line），又稱湖区线（Lakes line），是英国坎布里亚郡连接奥克森霍尔姆、肯德尔和温德米尔的一条铁路线。长度为10 mi（16 km），1847年4月20日开设，当时叫肯德尔和温德米尔铁路（Kendal and Windermere Railway）。

## 扩展阅读
- Hunt, John. . RAIL. No. 308 (EMAP Apex Publications). 2–15 July 1997: 20–25. ISSN 0953-4563. OCLC 49953699.